# Aloyse Duhr
Aloyse Duhr dit Ali Duhr ou Aly Duhr, né le 18 avril 1918 à Ahn (Luxembourg) et mort le 1er janvier 1974 à Grevenmacher (Luxembourg), est un vigneron et un homme politique luxembourgeois, membre du Parti populaire chrétien-social (CSV).

## Biographie
Membre de l'Assemblée consultative (1945) puis député à la Chambre (1945-1948 ; 1954-1974) ainsi que bourgmestre de la commune de Wormeldange (1964-1974), il conserve ses fonctions jusqu'à sa mort. À sa mort, il laisse son siège de député vacant et en raison de l'absence d'autres suppléants appelés à lui succéder dans la circonscription pour son groupe parlementaire, la Chambre fonctionne avec un député de moins. Il faut attendre les élections du 26 mai 1974 pour que la circonscription Est compte à nouveau six députés en fonction.
En son hommage, une rue porte son nom sur le territoire de la commune de Wormeldange à Ahn.